# Alnus pubescens
Alnus pubescens là một loài thực vật có hoa trong họ Betulaceae. Loài này được Tausch mô tả khoa học đầu tiên năm 1834.